# Manuel Schüttengruber
Manuel Schüttengruber (Linz, 10 luglio 1983) è un arbitro di calcio austriaco.

## Carriera
Ha debuttato in Bundesliga il 28 agosto 2010, arbitrando il match tra Mattersburg e Salisburgo. Nel 2012 ha arbitrato per la prima volta una  partita di massima serie svizzera tra Grasshoppers e Lucerna. A livello internazionale ha esordito il 25 marzo 2014 dirigendo l'incontro valido per le qualificazioni all'Europeo Under-17 tra Turchia e Norvegia. Il 5 settembre 2017 fa il suo esordio da arbitro FIFA dirigendo il match di qualificazione ai Mondiali di Russia 2018 tra Kosovo e Finlandia.